# Хучельське сільське поселення
Хуче́льське сільське поселення (рос. Хучельское сельское поселение) — муніципальне утворення у складі Канаського району Чувашії, Росія. Адміністративний центр — присілок Хучель.

## Населення
Населення — 1027 осіб (2019, 1137 у 2010, 1132 у 2002).

## Склад
До складу поселення входять такі населені пункти:
| Населений пункт        | Населення, осіб (2002) | Населення, осіб (2010) |
| ---------------------- | ---------------------- | ---------------------- |
| Алешево, присілок      | 129                    | 136                    |
| Лісний, виселок        | 161                    | 146                    |
| Нові Турмиші, присілок | 153                    | 141                    |
| Хунав, присілок        | 78                     | 118                    |
| Хучель, присілок       | 239                    | 260                    |
| Ямурза, присілок       | 372                    | 336                    |